# 天天都是讀書天
《天天都是讀書天》是由中華民國教育部委託光啟文教視聽節目服務社（光啟社）為台灣許多沒有接受過教育的年長者設立的一個電視節目，主要教導老年人如何寫國字、如何以注音符號拼音；嘉惠許多年長者，也得過獎。
主持人於第一集敘述到，臺灣地區大約有一百萬名（1992年統計）年長者沒受過教育；故兩名主持人在節目中教導年長者國字的認識與結構。認識國字之前，要先了解注音符號；認識拼音後，才可以學國字。

## 播出電視台
台視於1992年（民國81年）12月4日起首播，直至2000年（民國89年）9月17日為止，共播出553集；之後，其版權交由宏觀電視播出（目前已停播）。
曾經在宏觀電視的官方網站上，也可以線上收看第一集到第四十集的《天天都是讀書天》（因宏觀電視自2018年元月1日起收播，也無法於網站上觀看）。宏觀電視購得此節目的目的，是將漢字的知識傳遞給華僑，因此《天天都是讀書天》也可以說是華僑學習漢字的方式之一。

## 歷屆主持人
第一集到第二百六十集，是由侯麗芳與魏少朋主持，侯麗芳負責普通話解說，魏少朋負責閩南語解說。
第二百六十一集至第三百六十五集，是由東森新聞台主播李大華與中國廣播公司播音員楊月娥共同主持。李大華負責普通話解說，楊月娥負責閩南語解說。

## 節目內容概要
- 第一集到第八集解說國語注音符號之其發音以及其應用。第一集介紹「爺爺」、「鬍鬚」、「黑鬍鬚」、「白鬍鬚」的國語注音。
- 第九集開始則教導觀眾寫國字，直至第五十二集，採用主持人相互間的練習，第五十三集到第一百零四集，除了教國字外，製作單位還採用觀眾朋友到現場錄影，與主持人互相練習，練習一個字的造詞與造句練習，造句練習後，還有同學的短文練習，侯麗芳會挑出該名同學可以再更好的地方，並請魏少朋重新朗誦一次。該期間，每集教導觀眾五到九個國字，其中也教導觀眾如何查字典找到不了解的國字。
- 第一百零五集到第一百五十六集，每一集固定教導七個國字，造句練習時，會有影片為輔，主持人也會提示一個詞讓觀眾練習造句，造句練習完畢後，短文除了以朗誦方式讀出，還會配合臺語歌曲，如《雨夜花》、《丟丟銅》、《望春風》、《西北雨》，以及國語歌曲，如《你濃我濃》、《波水歌》、《相思河畔》、鄧麗君《你怎麼說》等曲調，配合短文唱出，加深其印象。
- 第一百五十七集到二百零八集，每一集節目依然固定教七個國字，而造句練習則改主持人不提示詞句，請觀眾自行依照影片提示練習造句，短文也不配合歌曲演唱，除了主持人讀出短文外，還請觀眾唸出短文，加深其應用。
- 第二百零九集到第二百六十集，每一集仍然固定教導七個國字，前部分介紹中國節慶，例如春節、清明節、中秋節等節日的意義，也介紹台北捷運，更介紹台北公車，造句練習恢復主持人提示詞句，而短文練習則除現場觀眾朗誦一次外，也配合台語與國語歌曲唱出。
- 第二百六十一集到第三百六十五集，每一集節目固定教六個單字，採用主持人之間相互練習，節目介紹台灣各地風景名勝等地，例如第二百六十一集介紹基隆，第三百六十五集（最後一集）則介紹國立科學工藝博物館；課文部份分兩階段進行，每一階段均介紹三個國字。介紹完國字後，主持人則自行進行造句練習，再來李大華就出一道短文題目，請楊月娥填空；同時李大華也不斷的提醒觀眾朋友要多練習，加強對自己的印象。

## 課文主要演員
第一集與第五十二集，演「阿媽」的固定為白明華。第五十三集到第二百六十集，白明華飾演「福嬸」，另外飾演「福伯」、媳婦「美月」，與福伯的兒子「文興」、美月的女兒「婷婷」、福伯的朋友登伯…等所有演員名字均有待確認。文興的姓有時為李，有時為陳，但這並不造成觀眾的混淆，因劇中福嬸與福伯直接稱呼兒子或媳婦其名，主持人也是這樣稱呼的。

## 片頭曲與片尾曲
片頭曲與片尾曲均由絕對音樂義務製作。

## 類似節目
- 華視電視節目《每日一字》、《新每日一字》
- 華視教育文化頻道《世界一家親》

## 註腳
1. ↑  .   [2017-06-01]. （原始内容存档于2017-05-31）.
2. ↑  .   [2018-08-28]. （原始内容存档于2018-08-28）.
3. ↑  《侯麗芳的一萬個春天》，侯麗芳著作，2016年六月4日發行。P.14、P.17、P.252

## 資料來源
- 《天天都是讀書天》錄影帶（光啟社製作，台視、宏觀電視播出）
- 臺灣電視資料庫